# Polygon (site web)
Ne doit pas être confondu avec Polygone (homonymie).
Polygon est un site web américain consacré aux jeux vidéo. Son équipe de rédaction comportait à sa création seize membres, dont d'anciens rédacteurs en chef de Joystiq, de Kotaku et de The Escapist.
Ses concepteurs ont la volonté de créer un site qui se démarquerait de ses concurrents en s'attachant à l'histoire des personnes derrière les jeux vidéo plutôt qu'aux jeux eux-mêmes.
Propriété de Vox Media de sa fondation en 2012 jusqu'à 2025, il est ensuite vendu au groupe Valnet, qui possède aussi les sites Collider, TheGamer et GameRant.

## Historique
Le site est fondé à la fin de l'année 2012 par le groupe Vox Media. Il croît très rapidement en popularité, en devenant l'un des sites de référence sur l'actualité et la critique des jeux vidéo. Il est également réputé pour la qualité d'écriture de ses articles et de son attention éditoriale. Par la suite, le comité de rédaction étend sa couverture à tous les sujets de pop culture. Dans les années 2020, Polygon est considéré dans la presse et dans l'industrie vidéoludique comme l'un des sites spécialisés dans les jeux vidéo ayant le plus de succès.
En mai 2025, Vox Media vend Polygon au groupe Valnet, déjà propriétaire de plusieurs sites couvrant les industries du divertissement tels que Collider, TheGamer et GameRant ; en se défaisant du site, Vox Media semble quitter l'industrie vidéoludique. L'acquisition entraîne le licenciement d'une grande partie de son équipe de direction et de son personnel, notamment dans les départements de reportage, de rédaction d'articles, de rédaction de guides, et de production de vidéos. La rédactrice en chef Chelsea Stark déclare que les licenciements concernent plus de vingt employés, dont le cofondateur et rédacteur en chef Chris Plante,,. Ce changement de groupe propriétaire s'inscrit dans une tendance générale de consolidation des médias vidéoludiques à partir de la moitié des années 2010, aux côtés par exemple des acquisitions de GameSpot par Fandom en 2022 et de GamesIndustry, Eurogamer et Rock, Paper, Shotgun par IGN en 2024.

## Direction éditoriale
Les concepteurs de Polygon ont à sa création la volonté de créer un site qui se démarquerait de ses concurrents en s'attachant à l'histoire des personnes derrière les jeux vidéo plutôt qu'aux jeux eux-mêmes.